# СССР на зимних Олимпийских играх 1968
Команду СССР, выступившую на зимних Олимпийских играх 1968 года, составили 74 спортсмена из 25 городов и населённых пунктов 5 союзных республик. Представители сборной Советского Союза участвовали во всех видах олимпийской программы, кроме санного спорта и бобслея. Спортсмены завоевали 13 медалей (5 золотых, 5 серебряных и 3 бронзовые), набрав 92 очка в неофициальном командном зачёте и впервые уступив первую строчку команде Норвегии (103 очка), занявшей первое место.
Советские спортсмены завоевали медали в 6 видах спорта. В прыжках с трамплина Владимир Белоусов выиграл первое и единственное в истории олимпийской сборной СССР золото. Также золотые медали принесли спортсмены, участвовавшие в соревнованиях по биатлону, фигурному катанию, конькобежному спорту и хоккею с шайбой. Вместе с тем в лыжных гонках эта Олимпиада является самой неудачной за всю историю советского спорта, так как лыжникам так и не удалось взять золото, а среди завоеванных наград были только 2 серебра и 2 бронзы.

## Медалисты
| Медаль             | Спортсмен | Вид спорта         | Дисциплина                   |
| ------------------ | --- | ------------------ | ---------------------------- |
| Золото             | Александр Тихонов Николай Пузанов Виктор Маматов Владимир Гундарцев | Биатлон            | Мужчины, эстафета 4 х 7,5 км |
| Золото             | Владимир Белоусов | Прыжки с трамплина | Мужчины, 90 м                |
| Золото             | Людмила Титова | Конькобежный спорт | Женщины, 500 м               |
| Золото             | Людмила Белоусова Олег Протопопов | Фигурное катание   | Парное катание               |
| Золото             | Сборная СССР по хоккею с шайбой \| Виктор Коноваленко \| Виктор Зингер \| \| Виталий Давыдов \| Виктор Кузькин \| \| Александр Рагулин \| Виктор Блинов \| \| Олег Зайцев \| Игорь Ромишевский \| \| Евгений Зимин \| Вячеслав Старшинов \| \| Борис Майоров \| Владимир Викулов \| \| Виктор Полупанов \| Анатолий Фирсов \| \| Евгений Мишаков \| Анатолий Ионов \| \| Юрий Моисеев \| Вениамин Александров \| | Хоккей             | Мужчины                      |
| Серебро            | Александр Тихонов | Биатлон            | Мужчины, гонка 20 км         |
| Серебро            | Вячеслав Веденин | Лыжные гонки       | Мужчины, гонка 50 км         |
| Серебро            | Галина Кулакова | Лыжные гонки       | Женщины, гонка 5 км          |
| Серебро            | Людмила Титова | Конькобежный спорт | Женщины, 1000 м              |
| Серебро            | Татьяна Жук-Шестернёва Александр Горелик | Фигурное катание   | Парное катание               |
| Бронза             | Владимир Гундарцев | Биатлон            | Мужчины, гонка 20 км         |
| Бронза             | Алевтина Колчина | Лыжные гонки       | Женщины, гонка 5 км          |
| Бронза             | Алевтина Колчина Рита Ачкина Галина Кулакова | Лыжные гонки       | Женщины, эстафета 3 х 5 км   |
| Виктор Коноваленко | Виктор Зингер |                    |                              |
| Виталий Давыдов    | Виктор Кузькин |                    |                              |
| Александр Рагулин  | Виктор Блинов |                    |                              |
| Олег Зайцев        | Игорь Ромишевский |                    |                              |
| Евгений Зимин      | Вячеслав Старшинов |                    |                              |
| Борис Майоров      | Владимир Викулов |                    |                              |
| Виктор Полупанов   | Анатолий Фирсов |                    |                              |
| Евгений Мишаков    | Анатолий Ионов |                    |                              |
| Юрий Моисеев       | Вениамин Александров |                    |                              |

## Медали по видам спорта
| Спорт                       | Золото | Серебро | Бронза | Всего |
| --------------------------- | ------ | ------- | ------ | ----- |
| Биатлон                     | 1      | 1       | 1      | 3     |
| Конькобежный спорт          | 1      | 1       | 0      | 2     |
| Фигурное катание            | 1      | 1       | 0      | 2     |
| Прыжки на лыжах с трамплина | 1      | 0       | 0      | 1     |
| Хоккей с шайбой             | 1      | 0       | 0      | 1     |
| Лыжные гонки                | 0      | 2       | 2      | 4     |

## Результаты соревнований

### Конькобежный спорт
Мужчины
| Дистанция | Спортсмен          |         |       |
| Дистанция | Спортсмен          | Время   | Место |
| --------- | ------------------ | ------- | ----- |
| 500 м     | Валерий Каплан     | 41.6    | 21    |
| 500 м     | Валерий Муратов    | 41.4    | 18    |
| 500 м     | Анатолий Лепёшкин  | 41.0    | 11    |
| 500 м     | Евгений Гришин     | 40.6    | 4     |
| 1500 м    | Валерий Каплан     | 2:07.2  | 12    |
| 1500 м    | Антс Антсон        | 2:07.2  | 12    |
| 1500 м    | Александр Керченко | 2:07.1  | 11    |
| 1500 м    | Эдуард Матусевич   | 2:06.1  | 8     |
| 5000 м    | Анатолий Машков    | 7:41.9  | 14    |
| 5000 м    | Станислав Селянин  | 7:38.5  | 11    |
| 5000 м    | Валерий Лаврушкин  | 7:37.9  | 10    |
| 10000 м   | Анатолий Машков    | 16:22.1 | 16    |
| 10000 м   | Станислав Селянин  | 15:56.4 | 10    |
| 10000 м   | Валерий Лаврушкин  | 15:54.8 | 9     |

Женщины
| Дистанция | Спортсменка      |        |       |
| Дистанция | Спортсменка      | Время  | Место |
| --------- | ---------------- | ------ | ----- |
| 500 м     | Татьяна Сидорова | 46.9   | 9     |
| 500 м     | Ирина Егорова    | 46.9   | 9     |
| 500 м     | Людмила Титова   | 46.1   |       |
| 1000 м    | Ласма Каунисте   | 1:35.3 | 11    |
| 1000 м    | Ирина Егорова    | 1:34.4 | 5     |
| 1000 м    | Людмила Титова   | 1:32.9 |       |
| 1500 м    | Лидия Скобликова | 2:27.6 | 11    |
| 1500 м    | Людмила Титова   | 2:26.8 | 7     |
| 1500 м    | Ласма Каунисте   | 2:25.4 | 5     |
| 3000 м    | Ласма Каунисте   | 5:16.0 | 12    |
| 3000 м    | Анна Саблина     | 5:12.5 | 8     |
| 3000 м    | Лидия Скобликова | 5:08.0 | 6     |